# (A)torzija
(A)torzija je slovenski kratki film iz leta 2002 v režiji Stefana Arsenijevića po scenariju Abdulaha Sidrana. Dogajanje je postavljeno v oblegano Sarajevo, iz katerega poskuša skozi skrivni predor na evropsko gostovanje oditi mešani pevski zbor. Filmi je prejel trinajst nagrad na filmskih festivalih, tudi zlatega medveda in nominacijo za oskarja kot prvi slovenski film v zgodovini.

## Nagrade
- Zlati medved za najboljši kratki film na Berlinalu
- Nominacija za oskarja za najboljši kratki film na 76. podelitvi
- Evropska filmska nagrada za najboljši kratki film leta
- Zlati ključ na Festivalu umetniškega filma v Trenčianskih Teplicah za najboljši kratki film
- Zlati Mikeldi na Mednarodnem festivalu dokumentarnega in kratkega filma v Bilbau za fikcijo
- Nagrada za najboljši film na Mednarodnem festivalu Molodist v Kijevu
- Nagrado za najboljši kratki film na 4. mednarodnem evropskem in mediteranskem filmskem festivalu InCurt – Associacio Ulyses
- Glavna nagrada žirije na 9. mednarodnem festivalu kratkega filma Saint Benoit – Reunion Island

## Igralci
- Davor Janjić
- Admir Glamočak
- Emina Muftić
- Mirjana Šajinović
- Elmedin Leleta kot deček
- Brane Gruber
- Branko Ličen
- Matija Bulatović